# Mike McKenna
Mike McKenna, född 11 april 1983 i St. Louis, är en amerikansk professionell ishockeymålvakt som tillhör Philadelphia Flyers i NHL.
Han har tidigare spelat på NHL-nivå för Ottawa Senators, Dallas Stars, Florida Panthers, Arizona Coyotes, Columbus Blue Jackets, New Jersey Devils och Tampa Bay Lightning och på lägre nivåer för Belleville Senators, Texas Stars, Syracuse Crunch, Springfield Thunderbirds, Portland Pirates, Springfield Falcons, Peoria Rivermen, Binghamton Senators, Albany Devils, Lowell Devils, Norfolk Admirals, Omaha Ak-Sar-Ben Knights och Milwaukee Admirals i AHL, Las Vegas Wranglers i ECHL och St. Lawrence Saints i NCAA.
McKenna draftades i sjätte rundan i 2002 års draft av Nashville Predators som 172:a spelare totalt.